# Sugambrer
Sugambrer (sigambrer) var en germansk folkstam som tillhörde den istaevonska folkgruppen som bodde vid Rhen, enligt Tacitus. Sugambrerna bodde vid floden Lippe norr om Teutoburgerskogen. De lyckades ta sig över Rhen efter att sveberna under Ariovistus slagit sig ner där, men blev sedan tvingade till reträtt av Julius Caesar. År 16 f.Kr. besegrade dock sugambrerna tillsammans med sina grannfolk usipeter och tenkterer en romersk här på galliskt område. År 11-1 f.Kr. företog Nero Claudius Drusus, kejsar Augustus styvson, ett erövringståg mot germanerna. Efter att ha besegrat friserna ryckte Drusus in i sugambrernas land och besegrade dem liksom cheruskerna och chatterna innan han tvingades återvända.
Från 50-talet f.Kr. uppträdde de ofta som romarnas fiender, och under Augustus tvångsförflyttades många till området vid nuv. Xanten, där de kallades Cugerni.